# Nir Cewi
Nir Cewi (hebr. ניר צבי) – moszaw położony w Samorządzie Regionu Emek Lod, w Dystrykcie Centralnym, w Izraelu.

## Położenie
Leży przy miastach Lod i Ramla.

## Historia
Pierwotnie była tutaj arabska wioska Sarafand al-Amar, której mieszkańcy uciekli podczas I wojny izraelsko-arabskiej w 1948.
Moszaw został założony w 1954 przez żydowskich imigrantów z Argentyny. Początkowo nazywał się Kefar Argentina, jednak później zmieniono jego nazwę na cześć Maurice „Cewiego” de Hirscha, który pomagał imigrantom z Argentyny

## Edukacja
W moszawie znajduje się chasydzka uczelnia religijna Chabad Jagel.

## Gospodarka
Gospodarka moszawu opiera się na intensywnym rolnictwie i sadownictwie. Przy moszawie znajduje się strefa przemysłowa, w której działają liczne spółki i przedsiębiorstwa przemysłowe. Między innymi znajduje się tutaj główna siedziba spółki Delek Automotive Systems Ltd., która jest głównym importerem i dystrybutorem samochodów Mazda i Ford w Izraelu.

## Komunikacja
Z centrum moszawu wychodzi droga nr 4313, którą można dojechać do miast Riszon le-Cijjon i Be’er Ja’akow. Droga nr 4313 tuż przy granicy moszawu krzyżuje się z drogą ekspresową nr 44 (Holon-Eszta’ol), którą jadąc na południe dojeżdża się do miasta Ramla, a w kierunku północno-zachodnim dojeżdża się do miasteczka Bet Dagan i moszawu Miszmar ha-Sziwa.